# Голубков, Алексей Зотович
Алексей Зотович Голубков (17 октября 1915 — 17 ноября 1994) — советский хозяйственный, государственный и партийный деятель.

## Биография
Родился в 1915 году в селе Паново Шатурского района. Член ВКП(б) с 1940 года.
С 1931 года — на хозяйственной, общественной и политической работе. В 1931—1980 гг. — чертёжник на Колюбакинском игольном заводе, участник Великой Отечественной войны (политрук), первый секретарь Алтайского крайкома ВЛКСМ, заместитель заведующего, заведующий отделом, 1-й секретарь Барнаульского городского комитета КПСС (18.12.1955 – 3.1961), 2-й секретарь Алтайского краевого комитета КПСС (18.3.1961 – 1962), секретарь Алтайского крайкома КПСС, заместитель председателя, первый заместитель председателя Исполнительного комитета Алтайского краевого Совета.
Избирался депутатом Верховного Совета РСФСР 7-го и 9-го созывов.
Умер в 1994 году в Барнауле.